# 二尖瓣閉鎖不全
二尖瓣閉鎖不全（mitral insufficiency，MI）又称二尖瓣逆流（mitral regurgitation，MR），是描述心臟二尖瓣在心室收縮期間無法完全閉合，且導致左心室的血液經二尖瓣逆流至左心房內。本疾病為最常見的瓣膜性心臟病。
正常的二尖瓣功能有赖于瓣叶、瓣环、腱索、乳头肌及左心室的结构和功能完整性，其中任何一个或多个部分发生结构异常或功能失调均可导致二尖瓣关闭不全，当左心室收缩时，血液反向流入左心房。

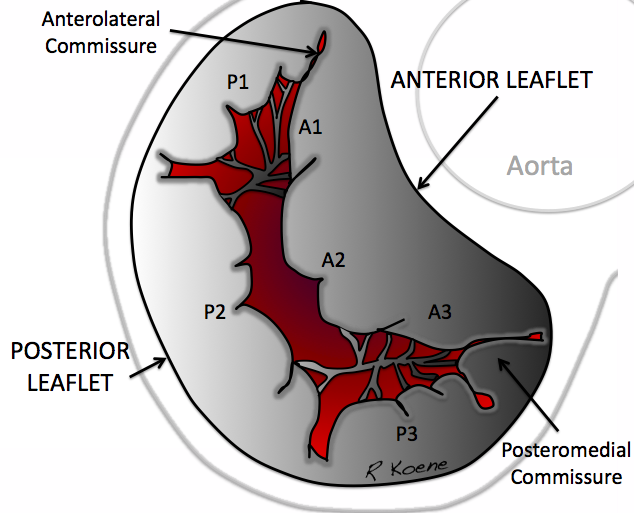
二尖瓣环、瓣叶、二尖瓣分区图示：前叶分为A1、A2、A3区；后叶分为P1、P2、P3区；交界分为C1（前外交界）、C2区（后内交界）。

## 症狀及徵象

正常及異常心臟心音圖

二尖瓣閉鎖不全的症狀隨病情而異。急性二尖瓣閉鎖不全因未及產生代償作用，因此會產生較嚴重的症狀，且症狀類似鬱血性心衰竭，包含呼吸困難、肺水腫、端坐呼吸，以及陣發性夜間呼吸困難等等。另外由於循環血容量驟降，會產生心因性休克的症狀，如休息時呼吸困難。其中因乳头肌或腱索受損，以及感染性心內膜炎所導致的急性二尖瓣閉鎖不全，可能可觀察到心血管衰竭合併休克的現象。
慢性二尖瓣閉鎖不全則可能因代償作用，短期內不會出現症狀。但一旦心臟容積負荷超出代償範圍，此時就會演變成心臟衰竭。此時症狀則包含疲倦、運動時呼吸急促，以及雙足水腫等等。同時也可能因心房顫動產生心律不整的現象。
臨床檢查的結果須依疾病嚴重程度而定，且心音的音量與疾病的嚴重程度無關。患者的第一心音會較正常時輕柔，外側會出現心尖音，胸骨旁也會出現起伏。此外，第一心音會在心尖處伴隨音頻較高的全收縮期心雜音，可從背及鎖骨處聽診得知。患者也可能聽到較大聲的且可觸知的P2心音，此時聽診姿勢應以左側躺為佳。另也常可聽見第三心音。
急性患者可鑑別的診斷不多，可用心雜音及心跳过速判別。
合併有二尖瓣脫垂的患者可能會有全收縮期心雜音、收縮中期至晚期的噴射音，或收縮晚期心雜音。有收縮晚期逆流心雜音的患者可能與血型動力學障礙有關。

## 治疗

### 内科治疗
内科治疗的目的是减少反流量，降低肺静脉压，增加心排出量。
- 药物：血管紧张素转换酶抑制剂（ACEI）、动脉扩张剂等等。
- 介入：主动脉内球囊反搏（IABP）、经导管二尖瓣钳夹术（MitraClip®）、经导管二尖瓣缘对缘修复术（TEER）、经皮球囊二尖瓣成形术（PBMV）、经导管二尖瓣置换术（TMVR）等。

### 外科治疗
- 二尖瓣修补术：适用于瓣膜损坏较轻者。
- 二尖瓣置换术：适用于瓣膜损坏严重者。

## 流行病學
嚴重二尖瓣閉鎖不全的盛行率約佔 2% ，其中男性與女性比率相當。本疾病為兩種最常見的年長者瓣膜性心臟病之一。

## 外部連結
- MitraClip Film（页面存档备份，存于）
- Echocardiographic features of mitral regurgitation at Wikiecho
- Mitral Regurgitation information from Seattle Children's Hospital Heart Center
- Educational Infographic about Mitral Regurgitation for patients, their families and friends（页面存档备份，存于）